# Литке, Фёдор Петрович
Граф (с 28 октября 1866) Фёдор Петро́вич Ли́тке (нем. Friedrich Benjamin Graf von Lütke, Фридрих Беньямин Граф фон Лютке; 17 [28] сентября 1797, Санкт-Петербург — 8 [20] августа 1882, там же) — русский мореплаватель, географ, исследователь Арктики, основатель Русского географического общества, генерал-адъютант (1842), адмирал (1855), президент Академии Наук (1864—1882).

## Биография

### Семья
Академик В. П. Безобразов писал:

«В генеалогии Литке можно заметить разве только одну нравственную черту, проходящую через три поколения: неодолимую наклонность к умственной деятельности и наукам… Также в известной степени можно считать унаследованною любовь графа Литке к морю и стремление его к морской службе. Во всем остальном он обязан самому себе, энергии своих личных усилий и своим врожденным дарованиям».

### Детство и молодость
Фёдор был сиротой с рождения — его мать Анна Ивановна (урождённая Анна Доротея Энгель) умерла при родах, оставив пятерых малолетних детей. Овдовевший отец женился во второй раз на молодой женщине, но, по всей видимости, неудачно — как писал в своей автобиографии Литке:

«Неприглядное, тяжёлое детство было долею осиротевшего мальчика. Моё детство не оставило во мне ни одного приятного воспоминания, которые в воображении большей части людей рисуют детство в таком розовом цвете».

Уже в раннем детстве Фёдора отдали в пансион Мейера (1803—1808), а когда отец умер, то учёбу пришлось оставить — мачеха не стала платить за обучение.
До 15 лет жил в доме своего дяди Ф. И. Энгеля, члена Государственного совета. Предоставленный самому себе, Фёдор не получил систематического образования, хотя и перечитал, по свидетельству его друга Фердинанда Петровича Врангеля, чрезвычайно много книг, чему способствовали «ненасытная жажда знаний, составлявшая отличительную черту его характера, и выдающиеся умственные способности».
В 1810 году одна из сестёр Фёдора, Наталья, вышла замуж за капитана 2-го ранга Ивана Саввича Сульменева, ставшего впоследствии адмиралом. Это определило дальнейшую судьбу мальчика. Во время Отечественной войны 1812 года Сульменев командовал отрядом балтийских парусно-гребных канонерских лодок. Когда отряд стал на зимовку в Свеаборг, к Сульменеву приехала жена с юным Фёдором. Мальчик все дни проводил на кораблях, а его любимыми книгами стали сочинения знаменитых мореплавателей. Убедившись, что Фёдор серьёзно решил стать моряком, Сульменев нанял учителей, которые знакомили его с основами математики и навигации. Сдал экстерном экзамен за курс Морского корпуса. 27 апреля 1813 года был зачислен волонтёром во флот, а 29 мая произведён в гардемарины. Юный гардемарин начал службу в отряде Сульменева. За смелость, находчивость и самообладание в боях против французских частей в Данциге под командованием Сульменева Фёдор Литке был награждён знаком отличия Военного ордена и произведен в мичманы.
Согласно мемуарам С. П. Трубецкого, Ф. П. Литке являлся членом тайного общества декабристов (предположительно, Союза благоденствия). К следствию не привлекался и наказания не понёс.

### Морская служба

Ф. П. Литке

В 1817 году, узнав, что Василий Головнин собирается в кругосветный поход на шлюпе «Камчатка», Сульменев рекомендовал ему своего любимца. Плавание вокруг света считалось делом великой важности, и попасть в команду было большой честью. На шлюпе Литке встретился с бывшим лицеистом, другом Александра Пушкина, волонтёром Фёдором Матюшкиным, младшим вахтенным офицером Фердинандом Врангелем (будущим известным исследователем Арктики), гардемарином Феопемтом Лутковским. Все они страстно мечтали совершить кругосветное плавание и были счастливы, что Головнин взял их.
Плавание продолжалось с 26 августа 1817 по 5 сентября 1819 года. Шлюп «Камчатка» пересёк Атлантику, обогнул мыс Горн, далее через весь Тихий океан добрался до Камчатки, побывал во всех русских владениях Северной Америки, на Гавайских, Марианских и Молуккских островах, пересёк Индийский океан и, обогнув мыс Доброй Надежды, вернулся в Кронштадт.
Литке занимал на шлюпе пост начальника гидрографической экспедиции. Из двухлетнего плавания, по словам Литке, он вернулся «настоящим моряком». Литке и на шлюпе продолжал заниматься самообразованием — изучил английский язык, делал переводы, астрономические наблюдения и вычисления.
В 1821—1824 годах в ходе самостоятельных научных экспедиций на шестнадцатипушечном бриге «Новая Земля», которые ему поручили по рекомендации Головнина, Литке описал берега Новой Земли, сделал много географических определений мест по берегу Белого моря, исследовал глубины фарватера и опасных отмелей этого моря. В 1828 году была опубликована книга Литке «Четырёхкратное путешествие в Северный Ледовитый океан на военном бриге „Новая Земля“ в 1821—1824 годах», которая принесла ему известность и признание в научном мире.

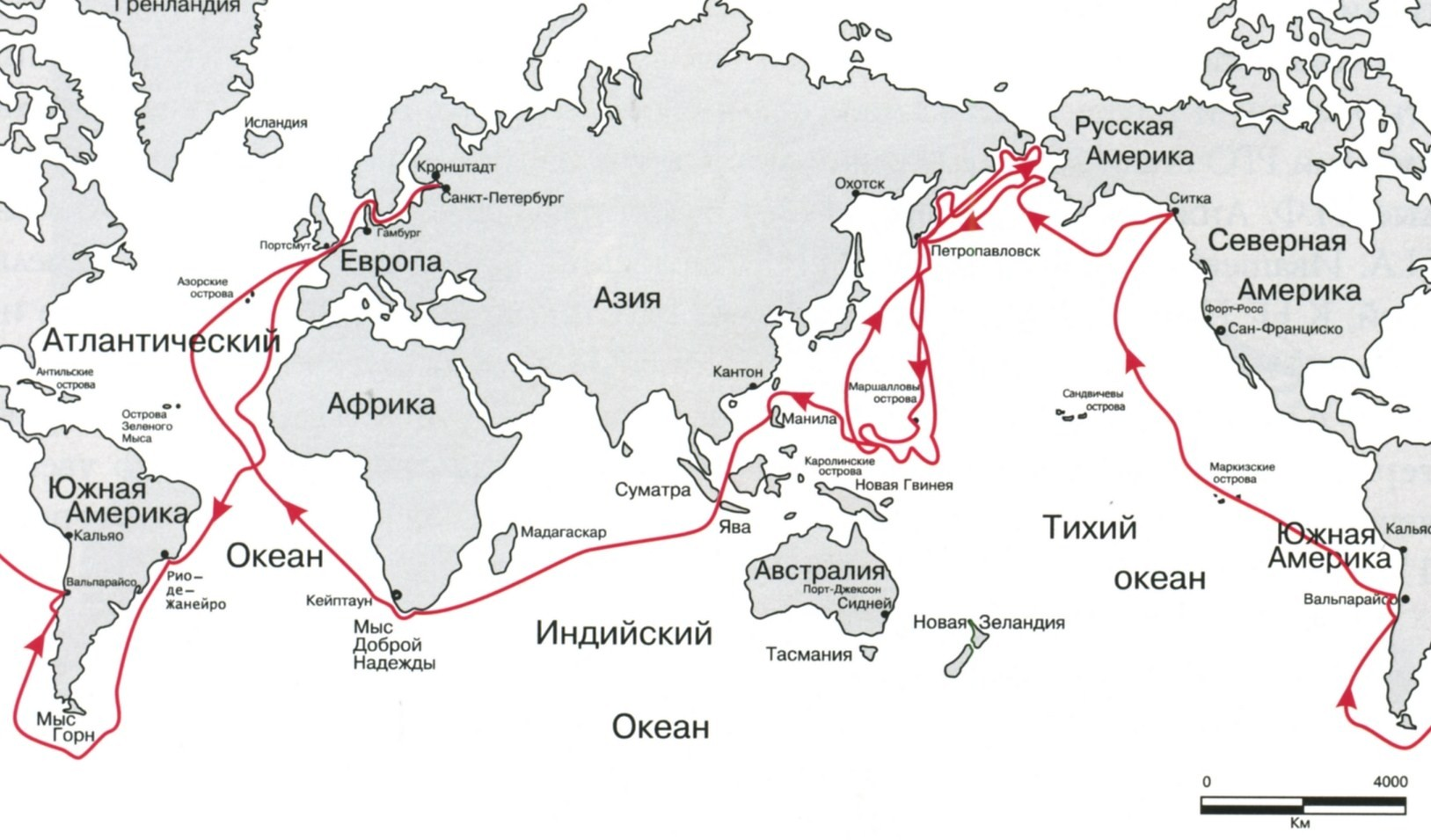
Плавание Ф. П. Литке на шлюпе Сенявин" в 1826—1828 годах

В 1826 году Литке отправился командиром шлюпа «Сенявин» в новое кругосветное плавание, продолжавшееся три года. По результатам своим это была одна из наиболее успешных экспедиций первой половины XIX столетия: в Беринговом море определены важнейшие пункты берега Камчатки от Авачинской губы к северу; описан до того неизвестный остров Карагинский, остров Матвея и берег Чукотской Земли; определены острова Прибылова; исследованы и описаны архипелаг Каролинский (открыты острова Сенявина), острова Бонин-Сима и многие другие. В ходе экспедиции субтропические острова Бонин, ныне принадлежащие Японии, были объявлены владением Российской Империи (однако в дальнейшем россияне не предприняли никаких попыток их колонизации). Занятый историческим и гидрографическим описанием результатов экспедиции, Литке часть своих научных материалов передал академику Э. Ленцу и гельсингфорсскому профессору Гельштрему. Первый напечатал в академических «Мемуарах» «О наклонности и напряжении магнитной стрелки по наблюдениям Литке», второй — «О барометрических и симпиезометрических наблюдениях Литке и о теплоте в тропических климатах».
По словам академика Безобразова, «После кругосветного плавания на „Сенявине“ имя Литке сделалось известным всему образованному миру и поставлено в ряду замечательнейших путешественников и мореплавателей нашего века». 25 августа 1829 года вернувшийся из плавания шлюп «Сенявин» был встречен в Кронштадте пушечным салютом. Сразу после возвращения Литке произвели в капитаны первого ранга (минуя чин) и наградили орденом Святой Анны 2-й степени. В 1829 Литке был избран членом-корреспондентом Академии наук, а в 1836 он получил Демидовскую премию за описание своих путешествий. В 1829 был награждён орденом Святого Георгия 4-го класса «за беспорочную выслугу, в офицерских чинах, 18-ти шестимесячных морских кампаний».
В 1831 году Литке получил орден Святого Владимира 3-й степени за руководство доставкой провианта через Данциг по Висле для действующей армии в Царстве Польском.

### Литке и великий князь Константин Николаевич
1 февраля 1832 Литке был назначен флигель-адъютантом, а в конце года стал воспитателем пятилетнего великого князя Константина Николаевича, которому его отцом, императором Николаем I, была назначена служба во флоте. Этому делу Литке отдал 16 лет. Константин Николаевич полюбил море.
В 1845 года отряд кораблей вице-адмирала Ф. П. Литке совершил плавание вдоль берегов Чёрного моря для ознакомления с театром генерал-адмирала великого князя Константина Николаевича.

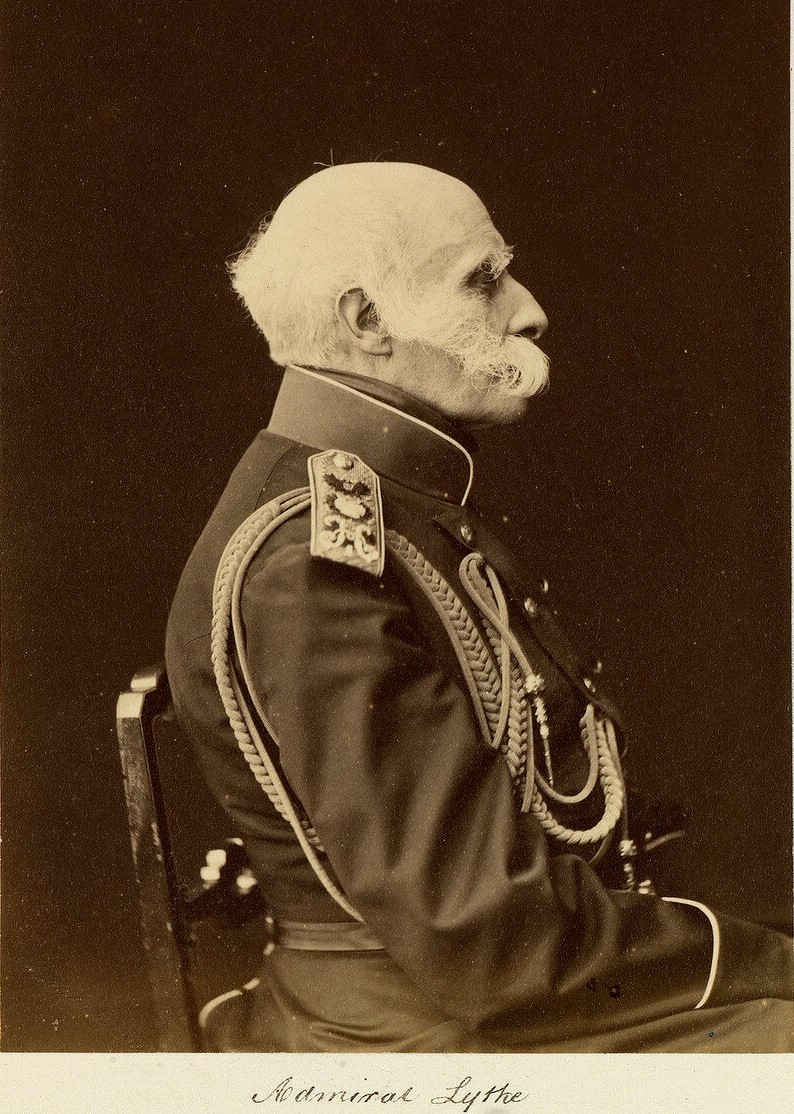
Литке Фёдор Петрович, адмирал. Начало 1870-х гг.

С 1855 года Константин Николаевич управлял флотом и морским ведомством на правах министра. Именно ему после поражения в Крымской войне было суждено провести ряд важных реформ: заменить парусный флот паровым, сократить береговые службы, запретить во флоте телесные наказания и др. При императоре Александре II великий князь способствовал проведению первых реформ, включая отмену крепостничества, введение гласного суда и ограничение телесных наказаний. Очевидно, что все эти идеи зародились в воспитаннике не без влияния воспитателя.
В беседах с В. Я. Струве, К. М. Бэром, К. И. Арсеневым и бароном Ф. П. Врангелем у Литке появилась мысль об образовании Императорского русского географического общества, которое после его создания в 1845 году и возглавил Константин Николаевич.
В 1835 году Литке было пожалован чин контр-адмирала, в 1842 — звание генерал-адъютанта, в 1843 — чин вице-адмирала. В 1850 году вице-адмирал Литке был назначен главным командиром Ревельского порта и военным губернатором Ревеля. В 1852 году Фёдор Петрович был награждён орденом Святого Александра Невского с пожалованием в 1858 году к нему алмазных знаков. В 1855 году стал членом Государственного Совета.
Во время Крымской войны 1853—1856 Литке организовал действенную оборону Финского залива от превосходящих сил англо-французской эскадры, за что получил чин полного адмирала и был назначен членом Государственного совета.
В 1866 году «за долговременную службу, особо важные поручения и учёные труды, приобретшие европейскую известность», был возведён в графское достоинство. В 1870 году награждён орденом Святого апостола Андрея Первозванного с пожалованием в 1876 году к нему алмазных знаков.

## Научная работа

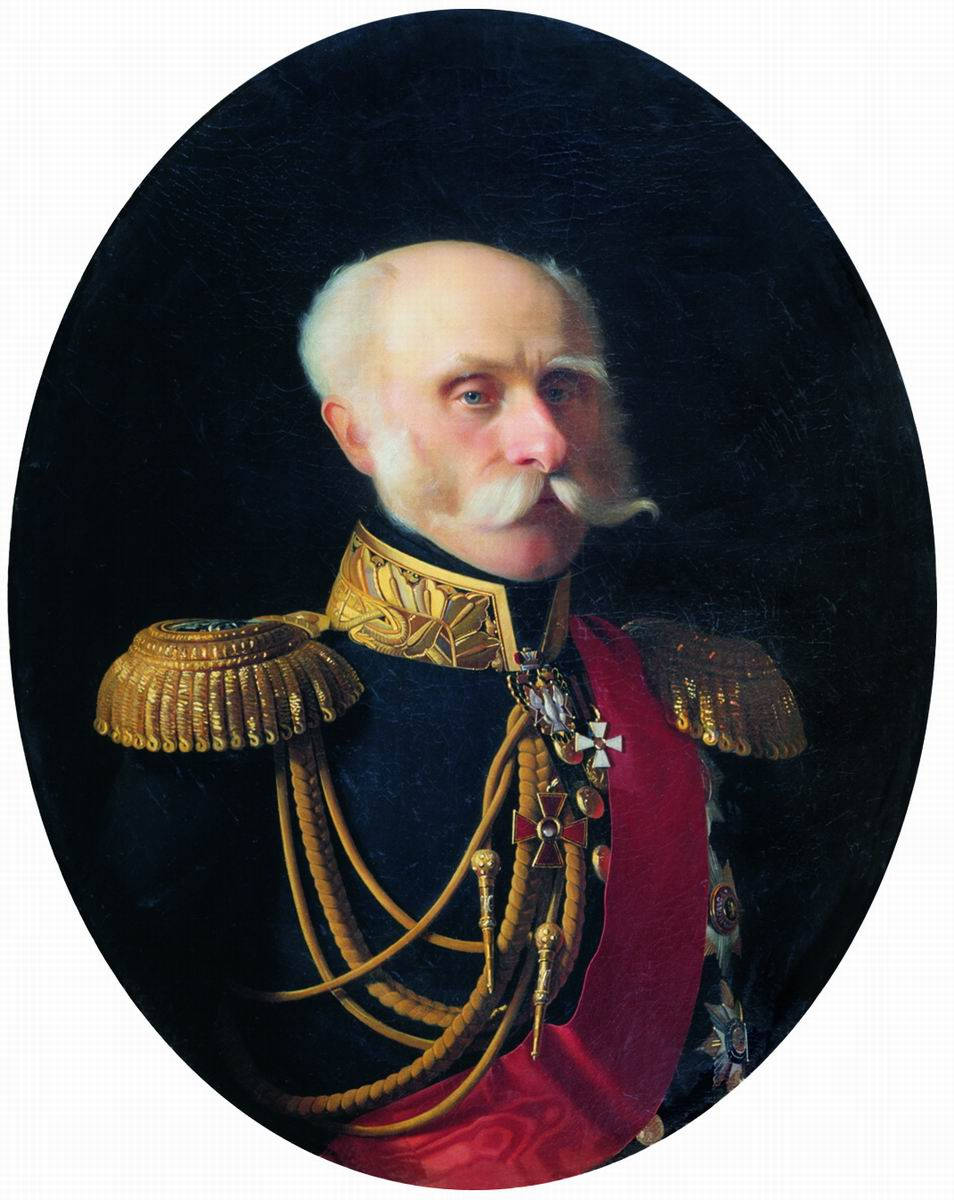
Адмирал и полярный исследователь Ф. П. Литке.
Портрет работы С. К. Зарянко, 1854

Двадцать лет (с перерывом на службу в должности командира порта и военного губернатора в Ревеле и Кронштадте) Литке состоял вице-президентом Русского географического общества. Он также принимал деятельное участие в занятиях Николаевской главной обсерватории, одно время управляя её делами.
Велики были заслуги Литке и на посту президента Академии Наук (1864—1882). При нём были расширены средства Главной физической обсерватории, метеорологической и магнитной обсерваторий в Павловске; увеличено число премий за научные и литературные произведения, улучшено состояние музеев, коллекций и других учёных пособий.
Состоял членом-корреспондентом Парижской академии наук.

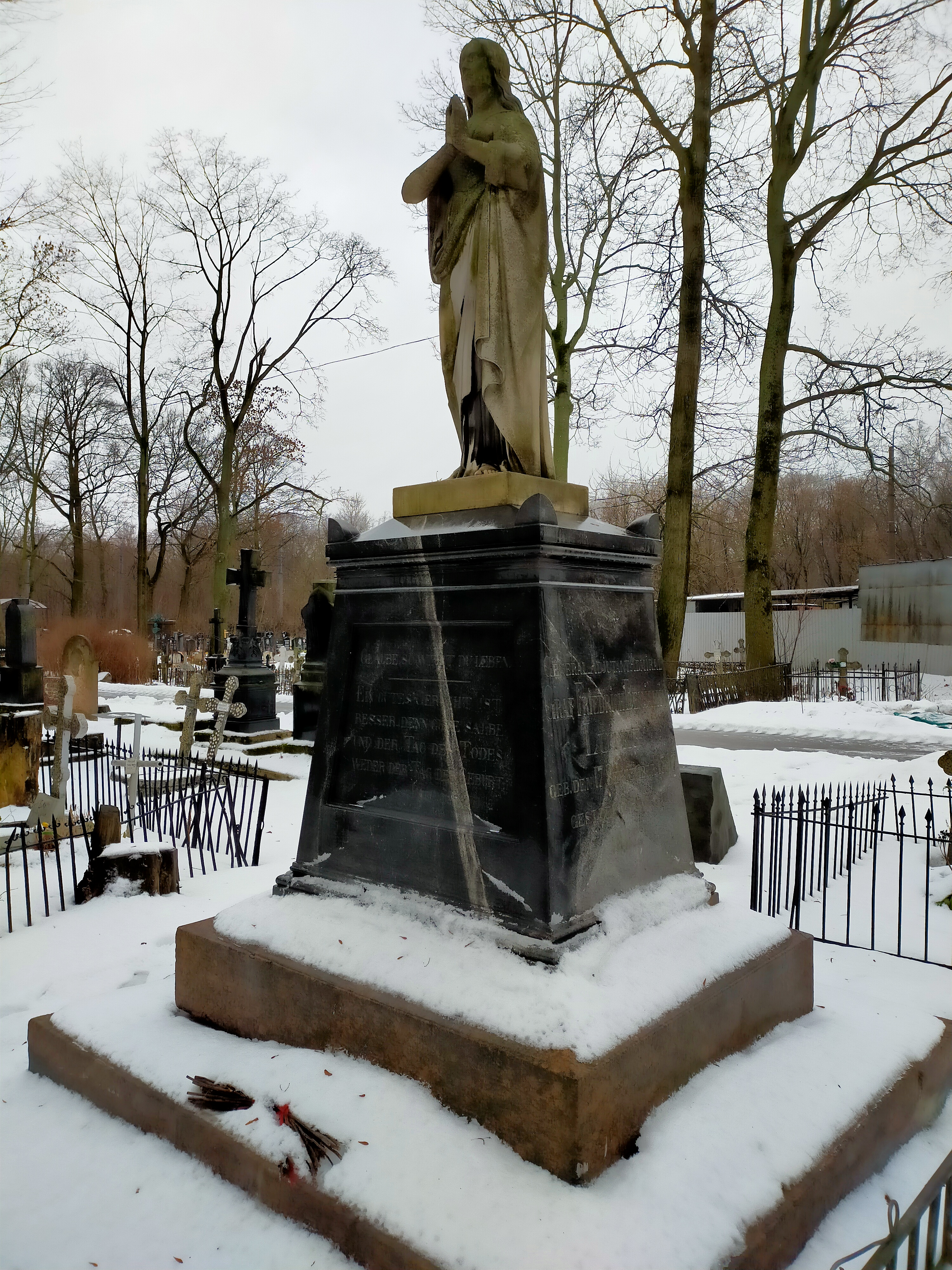
Памятник на могиле Ф. П. Литке и его супруги Ю. Литке, Волковское лютеранское кладбище

## Награды
- Знак отличия Военного ордена (1813)
- Орден Святой Анны 2-й степени (22 сентября 1829)
- Орден Святого Георгия 4-й степени (19 декабря 1829)
- Орден Святого Владимира 3-й степени (6 декабря 1831)
- Орден Святого Станислава 1-й степени (25 июня 1838)
- Орден Святой Анны 1-й степени (6 декабря 1840)
- Орден Белого орла (30 июня 1846)
- Орден Святого Владимира 2-й степени (19 октября 1847)
- Орден Святого Александра Невского (22 августа 1852)
- Бриллиантовые знаки к ордену Святого Александра Невского (1 января 1858)
- Орден Святого Владимира 1-й степени (1863)
- Орден Святого Андрея Первозванного (1 января 1870)
- знаки к ордену Святого Андрея Первозванного (1876)

## Память

Золотая памятная монета Банка Россия номиналом 50 рублей (2015)

- Похоронен в Санкт-Петербурге на Волковом Лютеранском кладбище[10].
- Именем Литке названы мыс, полуостров, гора, залив на Новой Земле; мыс на Чукотке; острова в архипелаге Земля Франца-Иосифа, Байдарацкой губе, архипелаге Норденшельда; пролив между Камчаткой и островом Карагинским; улицы в г. Донецке, Бердянске (Украина), Кронштадте (Россия) и др.
- В честь братьев Федора Петровича и Александра Петровича Литке были названы острова Федора и Александра (Карское море, Новая Земля; обследованы и названы в 1833 году П. К. Пахтусовым)[11].
- В честь Литке назван остров Фёдора (Карское море, Новая Земля): обследован в 1833 году П. К. Пахтусовым и им же назван в честь Ф. П. Литке[12].
- В 1873 году ИРГО учреждена золотая медаль имени Литке, присуждаемая за выдающиеся географические исследования.
- В 1899 году в его честь был назван переселенческий посёлок Литкинский в Седельниковской волости Тарского уезда Тобольской губернии.
- В 1920 году имя «Фёдор Литке» было присвоено ледоколу советского морского флота, участнику освоения Северного морского пути[13].
- Океанографическое исследовательское судно проекта 850 Тихоокеанского флота в 1964—1996 годах.
- 29 августа 1946 года Совет Министров СССР вынес постановление о восстановлении Золотой медали имени Ф. П. Литке для поощрения трудов в области географических наук.
- В 1970 году Международный астрономический союз присвоил имя Ф. П. Литке кратеру на обратной стороне Луны.
- 11 февраля 1998 года в честь Ф. П. Литке назван астероид 5015 Litke, открытый в 1975 году астрономом Т. М. Смирновой.
- В 2017 году бюст Литке открыт в Санкт-Петербурге в Центральном военно-морском музее[14].
- В 2017 году имя «Фёдор Литке[15]» было присвоено крупнотоннажному арктическому газовозу для перевозки СПГ по Северному морскому пути.
- В 2019 году в Краснодаре в рамках просветительского проекта Краснодарского регионального отделения Русского географического общества «Трамвай РГО» один из городских трамваев был посвящён Ф.П.Литке. На бортах трамвая была нанесена информация из Золотого фонда Русского географического общества
- В 2022 году в музейно-историческом парке «Остров фортов» в Кронштадте открыли скульптурную композицию, посвященную Литке. Его фигуру окружают символы арктических экспедиций: белый медведь, тюлень и чайка[16].
- В 2023 году по инициативе Краснодарского регионального отделения Русского географического общества новой улице в Краснодаре городская Дума присвоила имя Ф.Литке

### В филателии

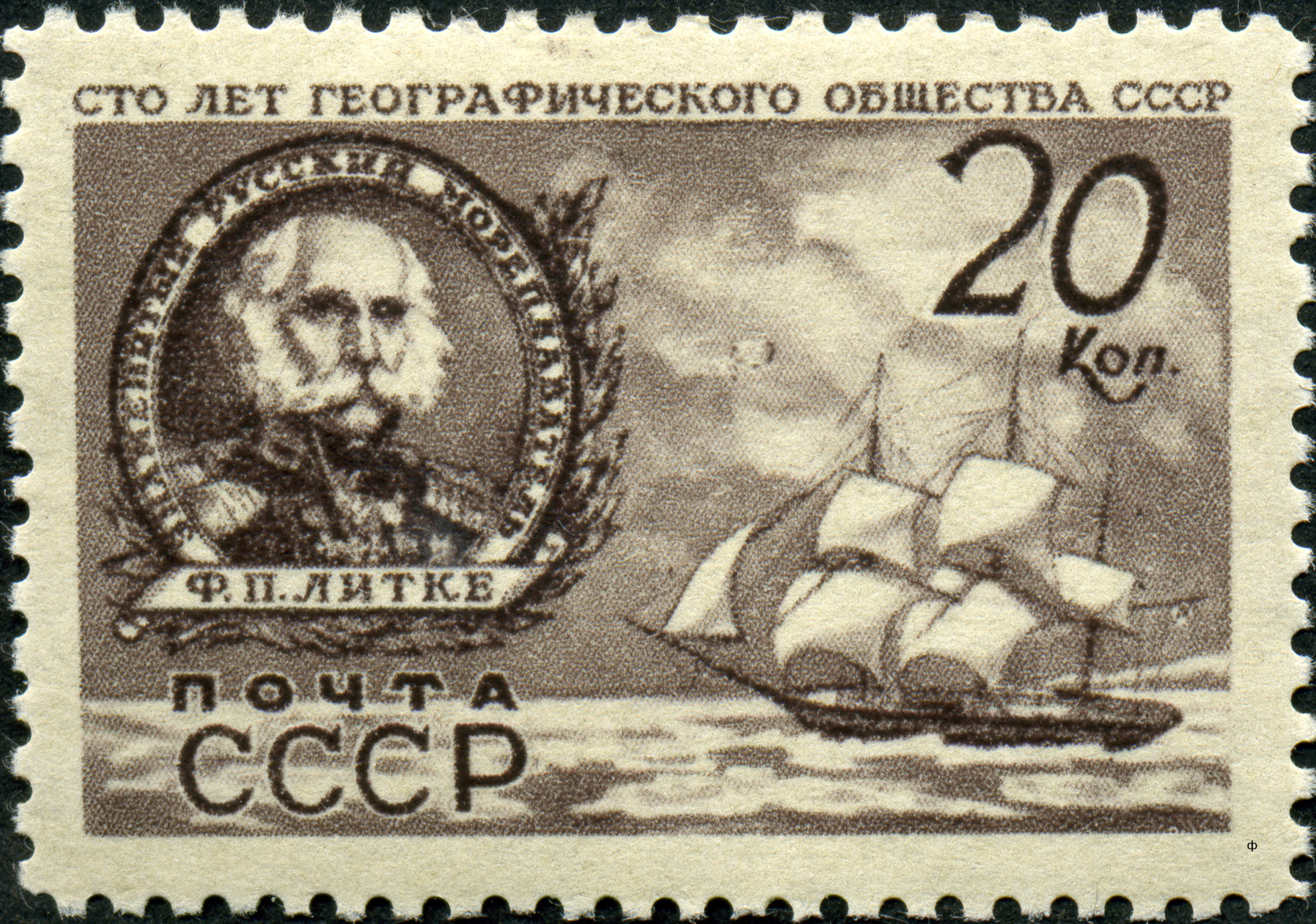
Почтовая марка СССР, 1947 год
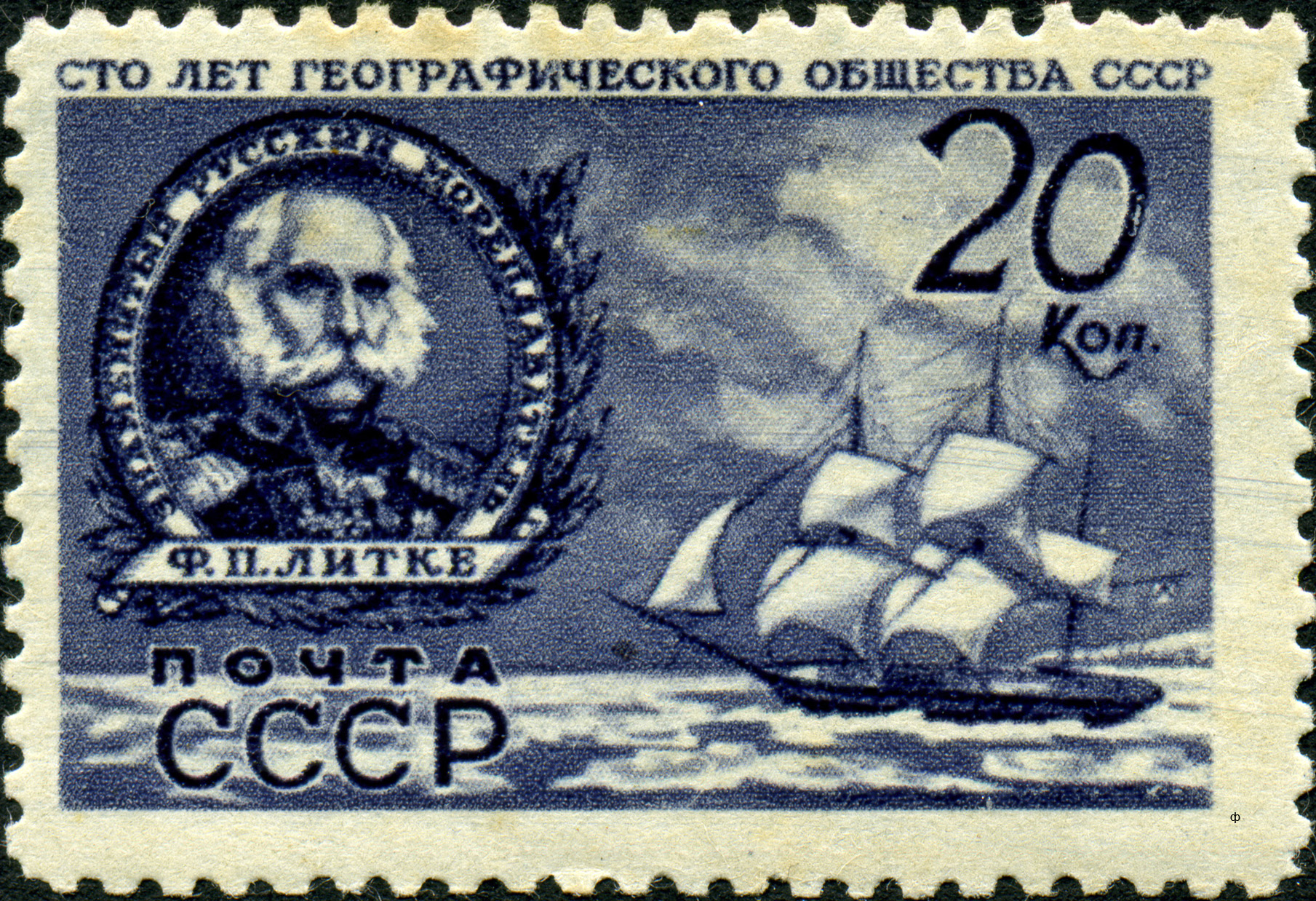
Почтовая марка СССР, 1947 год
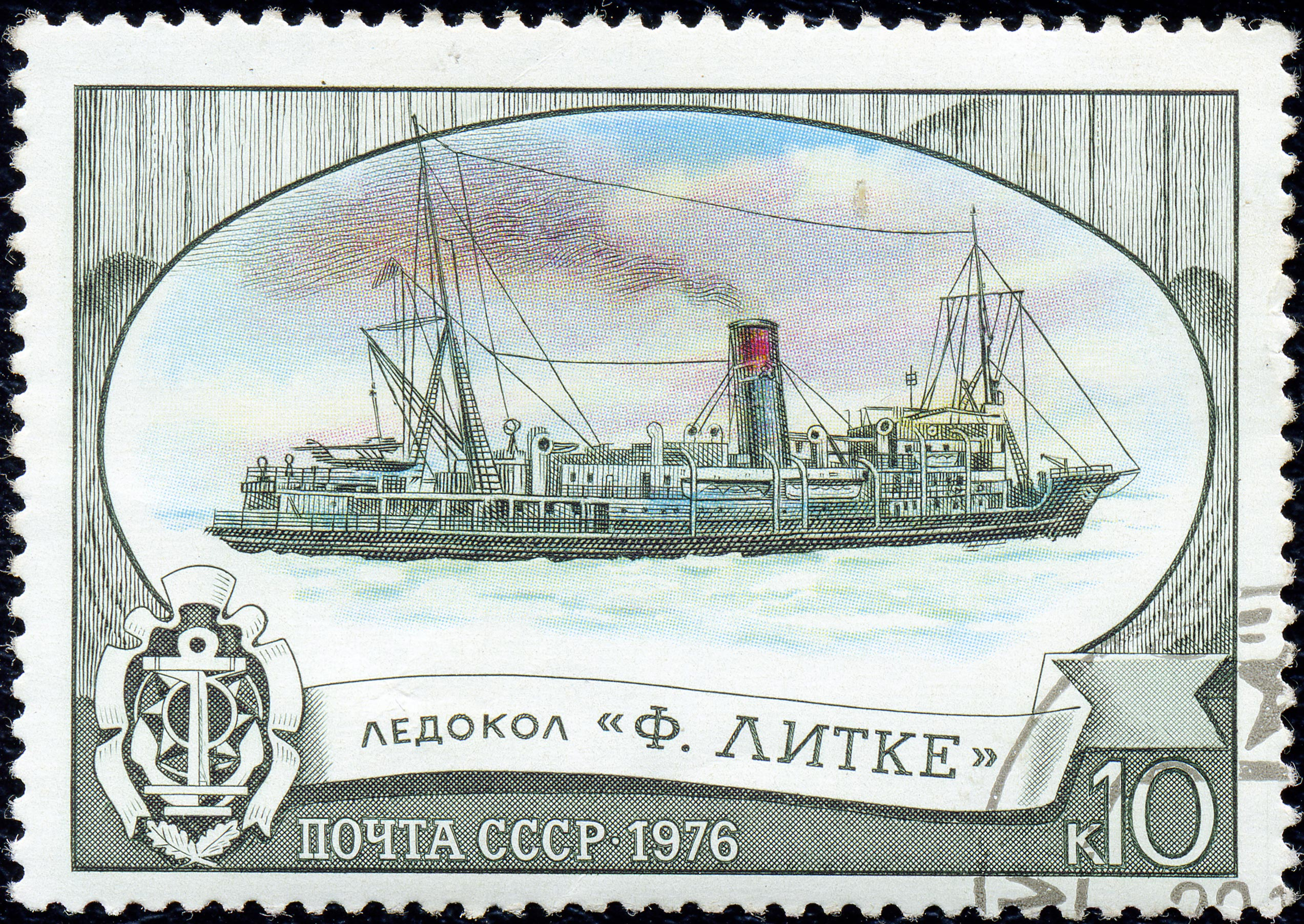
Почтовая марка СССР, 1976 год: ледокол «Ф. Литке»
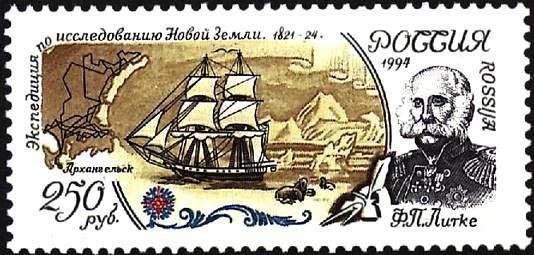
Ф. П. Литке на почтовой марке России, 1994 год

## Научные труды
- «Четырёхкратное путешествие в Северный Ледовитый океан в 1821—1824 годах» (СПб., 1828).
- «Путешествие вокруг света на военном шлюпе „Сенявин“, в 1826—1829 годах» (в 3 томах, СПб., 1834—1836; в 1835 г. издан отдельный том с атласом)
- «Опыты над постоянным маятником, произведённые в путешествии вокруг света на военном шлюпе „Сенявин“ в 1826—1829 годах» (СПб., 1833)
- «О приливах и отливах в Северном Арктическом океане» («Записки Императорской Академии наук», 1843)
- «Доклад великому князю Константину Николаевичу об экспедиции в Азовское море» («Записки Императорского русского географического общества», 1862, книга 3).